# باشگاه فوتبال ساندهورست تاون
باشگاه فوتبال ساندهورست تاون (به انگلیسی: Sandhurst Town Football Club) یک باشگاه فوتبال در شهر ساندهورست، برک‌شایر، کشور انگلستان است که در سال ۱۹۱۰ میلادی تأسیس شده‌است.